# American Life
American Life (букв.- американски живот) е името на деветия студиен албум на Мадона, издаден през 2003 г.
Албумът се обсъжда като най-рискованата ѝ продукция, както в музикално, така и в комерсиално отношение. Песните са смесица от техно с много акустична музика (акустична китара и цигулки). Темите, засегнати в текстовете, са за това как тя отстъпва от нейната известност, нейния собствен живот, и за илюзионната слава и късмета, които превръщат любовта в нещо материално. Продуцент на албума е Мируейз Ахмадзе.
Албумът се проваля от комерсиална гледна точка от части заради дискусиите около заглавната песен „American Life“. Клипът показва жестокостите на войната в Ирак, което се възприема като потъпкване на патриотичната чест от страна на американците. Това мнение бързо се разнася по медиите, което създава впечатление, че целият албум е насочен срещу политиката на САЩ.
Мадона решава да свали клипа, като становището ѝ е следното:
„Реших да не издавам моя нов клип. Той е заснет преди началото на войната и не смятах, че ще бъде толкова неподходящ за това време. Заради непостоянните политически настроения и уважавайки американските войници, за които аз се моля, аз не искам да рискувам, като нарушавам нечии права, пускайки това видео.“
„American Life“ е един от най-слабо продаваните албуми на Мадона, както в САЩ, така и по света. Продадени са само 7 милиона копия – 6 млн. по света и само 1 млн. в Америка. Албумът успява да се котира най-добре в страните, които не подкрепят войната с Ирак, и по-специално – във Франция.
Оставяйки продажбите настрана, „American Life“ има успех на клубната сцена в САЩ. Това е единственият албум, от който влизат цели седем песни в класацията „Hot Dance Music/Club Play“.
Издаването на „American Life“ е последвано от турнето Re-Invention Tour, на което са изпълнени някои от песните от албума.
В албума е включена и песента „Die Another Day“, записана през 2002 за саундтрака на филма „Не умирай днес“.

## Списък на песните
1. „American Life“ – 4:57
2. „Hollywood“ – 4:24
3. „I'm So Stupid“ – 4:09
4. „Love Profusion“ – 3:38
5. „Nobody Knows Me“ – 4:39
6. „Nothing Fails“ – 4:49
7. „Intervention“ – 4:54
8. „X-Static Process“ – 3:50
9. „Mother and Father“ – 4:33
10. „Die Another Day“ – 4:38
11. „Easy Ride“ – 5:05